# Nanlishilu
Nanlishilu (in cinese: 南礼士路站S, Nánlǐshìlù zhànP), indicata sulla segnaletica ufficiale anche con la traslitterazione in pinyin Nanlishi Lu, è una stazione della linea 1 della metropolitana di Pechino.

## Storia
Il 1º ottobre 1969 la tratta tra la stazione 53 (anche nota come stazione di Wusan o Gaojing) e la stazione ferroviaria di Pechino venne completata e resa operativa, sebbene inizialmente non fruibile dal pubblico.
Il 15 gennaio 1971 aprì al pubblico la prima fase della metropolitana di Pechino, nella tratta tra la stazione di Gongzhufen e la stazione ferroviaria di Pechino centrale (oggi parte della linea 2), sulla quale insiste anche la stazione di Nanlishilu.

## Posizione
La stazione di Nanlishilu è stata costruita all'incrocio tra Fuxingmen Outer Street e Nanshi Road, nel quartiere Yuetan, afferente al distretto di Xicheng. La struttura della stazione si orienta in direzione est-ovest lungo Fuxingmen Outer Street. 

## Struttura e impianti
La stazione di Wanshoulu è organizzata in tre piani, uno sul livello stradale e due sotterranei. Il piano superficiale ha esclusivamente la funzione di accesso alla stazione, mentre al primo piano interrato è stato costruito l'atrio con le biglietterie automatiche e il punto informazioni. Il secondo piano interrato è destinato alle banchine, organizzate secondo una struttura a isola.
La stazione dispone di 5 ingressi, indicati con le lettere A, B, C, D1 e D2. Gli accessi A e D1—D2 conducono i passeggeri all'atrio occidentale, mentre i restanti due a quello orientale. Entrambi gli atrii conducono alla banchina centrale.

## Servizi
La stazione dispone di:
- Accessibilità per portatori di handicap (montascale solo ingresso C)
- Emettitrice automatica biglietti
- Servizi igienici
- Sportello automatico
- Stazione video sorvegliata
- Ufficio polizia

### Orari
Il primo treno lascia la stazione di Nanlishilu in direzione Universal Resort tutti i giorni alle 5:20, mentre l'ultimo che effettua tutta la tratta parte alle 23:14. Alcuni treni effettuano solo una parte della tratta della linea 1 − Batong, fermando alla stazione di Sihuidong, con l'ultimo treno che effettua servizio alle 23:56.
In direzione opposta, verso Gucheng, il primo treno effettua servizio alle 5:11 mentre l'ultimo alle 23:57.

## Interscambi
- Fermata autobus